# Venus von Lespugue

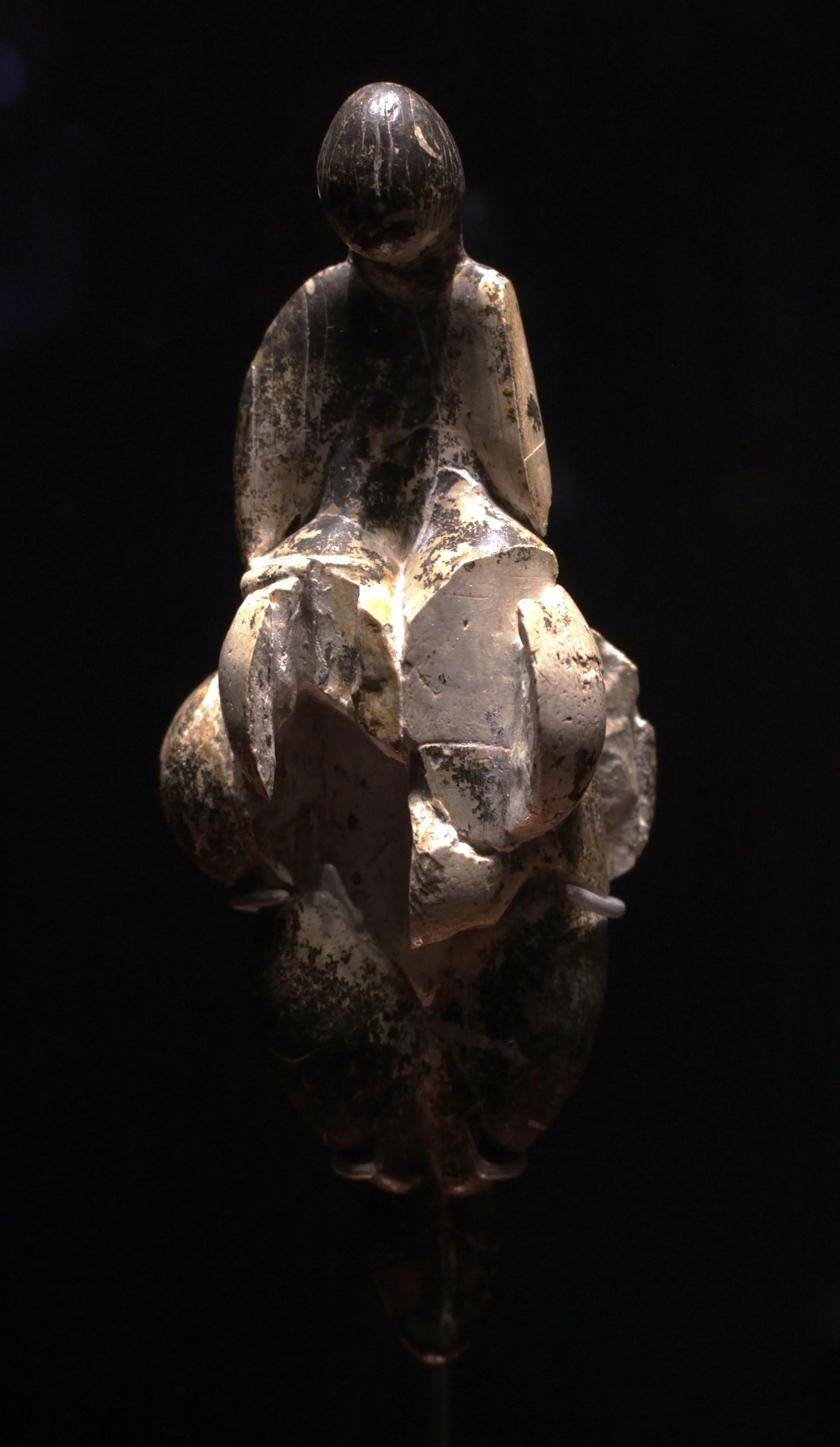
Venus von Lespugue, Musée de l’Homme, Paris

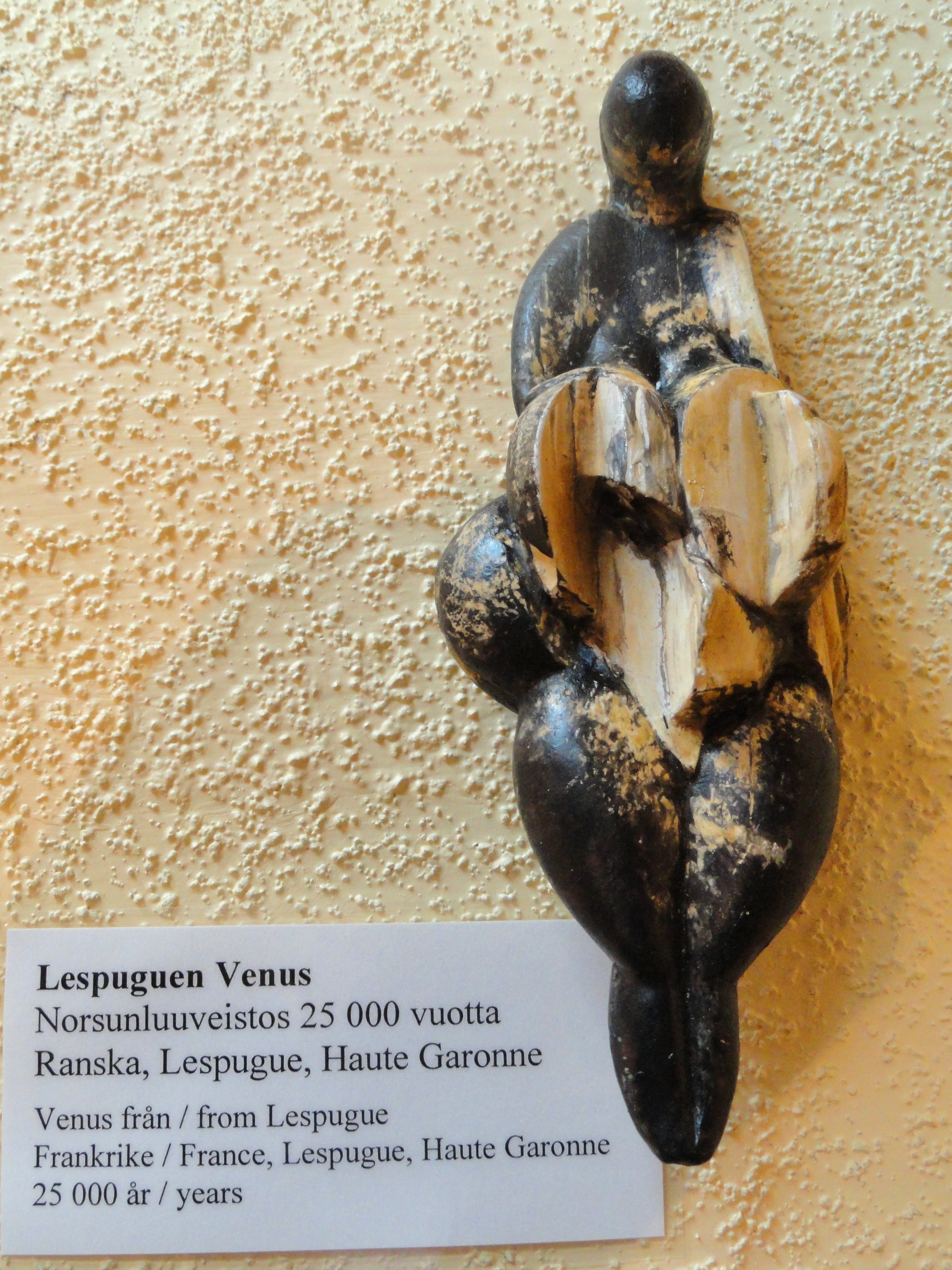
Venus von Lespugue (Replik)

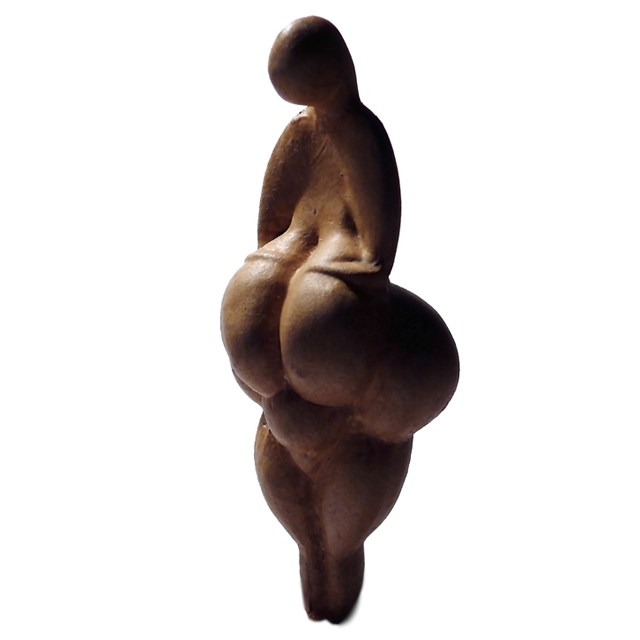
Die Venus von Lespugue (Replik), Musée de l’Homme, Paris

Die Venus von Lespugue ist eine etwa 25.000 Jahre alte Venusfigurine aus der altsteinzeitlichen Kultur des Gravettien. Die Statuette wurde 1922 von René de Saint-Périer in der Rideaux-Höhle (Grotte des Rideaux) bei Lespugue (Département Haute-Garonne) entdeckt, einem Ort am Fuße der Pyrenäen.

## Beschreibung
Die Figur wurde aus einem Stoßzahnfragment eines Wollhaarmammuts geschnitzt und ist 147 mm hoch. Während der Ausgrabungsarbeiten wurde sie im Bereich der Brüste und des Bauches beschädigt und zerbrach in mehrere Teile. 
Die dickleibige Frau ist mit nacktem Oberkörper dargestellt. Die Unterarme ruhen auf den Brüsten, ganz ähnlich wie bei der österreichischen Venus von Willendorf. Beiden Figurinen gemeinsam ist auch die Darstellung einer Frisur, bei der Venus von Lespugue durch gerade Gravuren angedeutet. Oberflächige Gravuren, die als senkrechte Linien vom Gesäß an abwärts auf der Rückseite der Figur angebracht sind, sollen dagegen wahrscheinlich eine Bekleidung aus Stoff darstellen. Es könnte sich um einen Umhang handeln, der um die Hüften getragen wurde. Ähnliche, stilisierte Textilien sind auch auf anderen Figurinen des Gravettien bekannt: Auf einem Tonfigurentorso aus Pavlov I (Mähren) ist ein Gürtel dargestellt, der in sich verdreht ist und daher einen Hinweis auf die Herstellung aus Pflanzenfasern liefert. Sehr ähnliche Ornamente zeigen einige der zeitgleichen Venusfigurinen von Kostenki am Don (Russland), auf denen ebenfalls geflochtene Gürtel dargestellt sind. Mehrere Venusfigurinen von Malta (Russland, Sibirien) weisen oberflächige Muster auf, die als Pelzbekleidung interpretiert werden.
Die Venus von Lespugue wird heute im Musée de l’Homme in Paris aufbewahrt.

## Archäologisches Umfeld
Das Gebiet um Lespugue ist reich an Fundstellen des Jungpaläolithikums. Weitere Ausgrabungen wurden von Saint-Périer in den Jahren 1924–26 in der Grotte de Gouërris durchgeführt, sowie im Abri des Harpons (Schichten des Solutréen).